# Abscheidung
Die Abscheidung als  mechanisches Trennverfahren dient zum Trennen von Stoffgemischen (z. B. Emulsionen, Suspensionen oder Aerosole). Das – in der Praxis oft nicht zu erreichende – Ziel ist hierbei die vollständige Entfernung eines oder mehrerer Bestandteile des Stoffgemisches. Die Abscheidungsvorrichtung wird auch als Abscheider bezeichnet.

## Beispiele für Abscheider
- Fettabscheider für Gaststätten und andere lebensmittelverarbeitende Betriebe
- Ölabscheider bei der Entwässerung von Tankstellen
- Wasserabscheider für Nebel in der Klimatechnik
- Ölabscheider bei der Druckluftversorgung
- Filter zur Entstaubung
- Nassabscheider
- Ölnebelabscheider
- Schlauchfilter
- Luftabscheider im Milchsammelwagen und bei der Milchannahme in der Molkerei
- Magnetabscheider in der Abfallsortierung